# Sergio De Carneri
Sergio De Carneri (Cles, 27 dicembre 1931) è un politico italiano.

## Biografia
Viene eletto alla Camera dei deputati con il Partito Comunista Italiano nel 1972 e vi rimane per due legislature, fino al 1979.